# Наддод
Наддод (Наддад; др.-сканд. Naddoðr, Naddoddr, Naddaðr) — норвежец, один из викингов, которому приписывают открытие Исландии (хотя есть сведения, что монахи-отшельники селились на острове до норвежцев).
У Наддода был брат Торир по прозвищу Вол или Оксен-Торир (Øxna-Þórir). Женат Наддод был на Йорунн (Jórunn), дочери Эльвира Детолюба (Ölvir barnakarl Einarsson). У Наддода было два сына: Брёндольв и Мар (Bröndólfr, Már), и три внука: Торлейв и Торлака (от Брёндольва), и Бейнир (от Мара).

## Биография
Родился на юге Норвегии в Агдире.

Наддод упоминается в «Книге о заселении Исландии» как норвежец, пожелавший поселиться на Фарерских островах. 
 Он решил последовать примеру Грима Камбана, который ещё в 825 году послелился на Фарерах, где до этого жило только небольшое количество ирландских монахов.
Около 850 г. Наддод с товарищами отправился на Фарерские острова чтобы построить дом. Но корабль был унесен штормом к берегам Исландии, их прибило к восточному берегу, у Рейдарфьорда. Он и его товарищи поднялись на очень высокую гору в поисках людей, но земля оказалась безлюдной. Сев на корабль, Наддод пустился в обратный путь, но начался сильный снегопад; вероятно поэтому они назвали землю Снэланд — Снежная страна. Название Исландия (Ледяная страна) появилось позже.
Вернувшись на Фареры Наддод распространил весть о новой земле к северо-западу, отзывался об острове он с похвалой. В ближайшие несколько лет в Исландию начали переселяться первые норвежцы.

## Имя
Норвежское написание имени: Naddodd, исландское: Naddoður, фарерское: Naddoddur.
Сегодня имя Наддод используется только на Фарерских островах. Имя состоит из двух частей: Nadd-Oddur. Oddur на фарерском наречии означает наконечник, остриё, и является самостоятельным именем на Фарерах. Nadd на фарерском также означает наконечник, а на древнескандинавском имеет значение «копьё». Таким образом, Naddoddur можно перевести как остриё копья.

## Брессейский Камень
Где-то в 1850-х годах на острове Брессей у берегов Шотландии был найден камень, содержащий огамические надписи на смеси пиктского и норвежского языков: «crroscc: nahhtvvddadds: dattrr: ann bennises: meqqddroann».
Некоторые учёные выделяют из символов имя Наддод и вся надпись интерпретируется как «крест в память об Энн дочери Наддода». Даже если прочтение верно, сама связь упомянутого на камне Наддода с первооткрывателем Исландии только предположительная.
Если всё же предположение верно, то он является отцом Энн Наддодсдотир с Шетландских островов, которая является матерью двух сыновей, правителей половины Фарер: Beinir и Brestir, и, таким образом, бабушкой Сигмунда Брестиссона и Тори Беинсона, центральных фигур Саги о фарерцах.
Согласно же другой интерпретации, текст переводится как «крест …дочь … сын Тристана (Дростана)», что никак не связывает надпись с Наддодом.